# Pjesma Eurovizije 2016.
██ Zemlje finalisti
██ Zemlje koje su eliminirane u polufinalu
██ Zemlje koje su sudjelovale u prošlosti, no neće 2016.
Pjesma Eurovizije 2016. bio je 61. Eurosong održan u Švedskoj zahvaljujući pobjedi Månsa Zelmerlöwa s pjesmom Heroes na prethodnom natjecanju. Ovo je treće natjecanje Pjesme Eurovizije u Stockholmu. Natjecanje se održalo u tri večeri, dvije polufinalne večeri (10. i 12. svibnja) te jedne finalne večeri (14. svibnja 2016.). Na natjecanje je prvotno bilo prijavljeno 43 zemlje što bi izjednačilo rekord s 2011. i 2007. godinom, no zbog financijskih problema Rumunjska se morala povući s natjecanja.
Natjecale su se 42 zemlje, od njih na natjecanje su se vratile Bosna i Hercegovina, Hrvatska i Ukrajina, dok su se povukli Portugal i Rumunjska (Rumunjska se povukla zbog nepodmirenih dugova prema EBU-U). Natjecanje je nastavila i Australija koja je prošle godine debitirala kao zemlja-gost.
Natjecanje je ušlo u povijest radi prve izmjene glasovanja još od 1975. godine; ovaj put se posebno prikazuju glasovi žirija iz svake države te ukupni glasovi publike prema svakoj od država sudionica.
U finalu se natjecalo 26 država. Nakon 5 pokušaja još od 2007. Češka Republika je po prvi put uspjela ući u finale. S druge strane Bosna i Hercegovina i Grčka nisu uspjele ući u finale po prvi put još od 2000.
Za Francusku je ovo najbolji plasman još od 2009. godine. Australija kao drugoplasirana povećala je svoj najbolji plasman, (prošle godine završili su peti). Bugarska je na kraju završila četvrta, te je tako i ta država povisila svoj plasman.
Američki pop pjevač Justin Timberlake nastupio je za vrijeme pauze u velikom finalu. Ovogodišnju završnicu pratilo je preko 200 milijuna gledatelja što za 3 milijuna više nego prošle godine.

## Mjesto održavanja
Za više informacija o zemlji domaćinu, pogledajte Švedska.
Sveriges Television je 24. svibnja 2015. objavila da im je prvi izbor za dvoranu natjecanja bila TELE2 Arena - Stockholm. Malmö Arena je istog dana odustala od nadmetanja za domaćinsku dvoranu, iako je bila domaćin Eurosonga 2013. godine.
Drugi gradovi još uvijek mogu se uključiti u nadmetanje za domaćinsku dvoranu, te će se završna službena dvorana odrediti tek kasnije. U nekoliko tjedana nakon Eurosonga 2015. godine, objavljeno je da će gradovi imati šansu za nadmetanje i slanje odgovarajućih podataka potrebnih da budu domaćini SVT-u. Nakon tri tjedna poslije Eurosonga 2015. godine, gradovi će službeno ponuditi svoja nadmetanja, nakon čega će, tjedan dana kasnije, SVT proučiti sve dvorane koje su se prijavile. Završna odluka oko dvorane se očekuje sredinom ljeta (početkom srpnja).
Europska radiodifuzijska unija (EBU) objavila je određene zahtjeve i detalje koje arena mora imati za natjecnje su:
- Grad domaćin mora imati određen broj hotela i hotelskih soba koje se nalaze u neposrednoj blizini arene.
- Arena mora biti u mogućnosti ponuditi lože
- Pres-centar specifične veličine mora postojati.
- SVT mora imati omogućen pristup domaćinskoj dvorani najmanje 4 — 6 tjedana prije prijenosa, kako bi se pozornica, osvjetljenje i ostali tehnički detalji mogu detaljno pripremiti.
- Grad domaćin mora biti u blizini većeg aerodroma.

8. srpnja 2015. godine konačno je određeno da će domaćin biti glavni grad Švedske, a izabrana arena je stockholmska dvorana Ericsson Globe. Ovo će biti drugi put da spomenuta arena ugosti eurosong, a prvi put je ova arena bila domaćin Pjesma Eurovizije 2000. Ericsson Globe će također postati i prva arena koja će natjecanje ugostiti dva puta; prvi je to učinio Svjetski forum u Haagu koji je ugostio natjecanje 1976. i 1980. godine, a drugi Međunarodni centar za konvenciju u Jeruzalemu koji je Eurosong ugostio 1979. i 1999. godine.
| Grad                | Arena             | Kapacitet         | Napomene |
| Gradovi kandidati   | Gradovi kandidati | Gradovi kandidati | Gradovi kandidati |
| ------------------- | ----------------- | ----------------- | --- |
| Göteborg            | Scandinavium      | 14.000            | Domaćin Pjesme Eurovizije 1985. godine. |
| Örnsköldsvik        | Fjällräven Center | 9.800             | — |
| Linköping           | Saab Arena        | 11.500            | — |
| Sandviken i Gävle   | Göransson Arena   | 10.000            | Ako ova opcija bude odabrana, Sandviken će ugostiti polufinala i finale u Göransson Areni, dok će se u Gavlu održavati drugi, sporedni dijelovi natjecanja.                                                                                                  |
| Stockholm           | Annexet           | 4.000             | — |
| Stockholm           | Ericsson Globe    | 16.000            | Domaćin Pjesme Eurovizije 2000. godine i finala stockholmskog Melodifestivalena od 2002. do 2012. godine. Stockholmska arena je za domaćina je izabrana 8. srpnja 2015. godine.                                                                              |
| Stockholm           | Hovet             | 9.000             | — |
| Neuspijeli pokušaji |                   |                   | |
| Göteborg            | Stadion Ulevi     | 75.000            | Prijedlog za domaćinstvo je ovisio o tome hoće li gradnja krova za stadion Ulevi biti odobrena ili ne. Ideja je kasnije propala zbog troškova koje bi rekonstrukcija zahtijevala.                                                                            |
| Malmö               | Malmö Arena       | 15.500            | Domaćin Pjesme Eurovizije 2013. godine. Iz utrke za domaćinstvo povukao se 11. juna 2015. godine, navodeći kao razlog nedostupnost arene tokom nekoliko tjedana prije samog natjecanja, a što je jedan od zahtijeva EBU-a.                                   |
| Stockholm           | TELE 2 Arena      | 45.000            | Prema izvješćima medija, Tele 2 arena je bila prvi izbor za SVT poslije Eurovizije 2015. Međutim, arena neće poslužiti održavanju Eurovizije zbog zahtijeva SVT-a koji mora imazi omogućen pristup domaćinskoj dvorani najmanje 4—6 tjedana prije prijenosa. |
| Stockholm           | Friends Arena     | 65.000            | Frends arena je najveći nogometni stadion i arena zatvorenog tipa u Švedskoj, ali i u Skandinaviji. Bila je domaćin finala Melodifestivalena 2013, 2014. i 2015. godine, ali je na kraju objavljeno da više nije dioo stockholmske ponude.                   |

## Format
Preliminarni datumi su objavljeni na sastanku šefova delegacije 16. svibnja 2015. godine u Beču, te je određeno da će se polufinale održati 10. i 12. svibnja 2016. godine, dok će se finale održati 14. svibnja 2016. godine. Naravno, važno je spomenuti da se ovi datumi i dalje mogu promijeniti zavisno od zahtjeva ili želja televizijskog domaćina.
2014 godine Europska radiodifuzijska unija (EBU) i Azijskopacifička radiodifuzijska unija (ABU) vodili su razgovore oko gostovanja izvođača s televizijskog natjecanja u pjevanju koje organizira ABU (engl. ABU TV Song Festival) na Pjesmi Evrovizije. U srpnju 2015. godine, EBU je izdao priopćenje da se ovaj prijedlog još uvijek razmatra te da postoji mogućnost prihvaćanja prijedloga iznesenog na sastanku prošle godine.

### Voditelji
Iste noći kada je pobijedio na Eurosongu 2015. godine, Zelmerlöw je izrazio želju da bude voditelj Eurosonga 2016. godine. Zelmerlöw je prethodno ovome vodio Melodifestivalen 2010. godine, što je švedska emisija koja određuje koje će pjesme predstavljati tu državu na Eurosongu (u ovom slučaju, izbor se vršio za Eurosong 2010. godine). Također je vodio popularnu televizijsku muzičku emisiju Allsång på Skansen.
Christer Björkman je, 25. svibnja, dao izjavu novinama Expressen u kojoj je spomenuo da su mogući kandidati za voditelje, odnosno voditeljice bili Sanna Nielsen, Gina Dirawi i Petra Mede.
1. lipnja švedski list Expressen objavio je da SVT razmišlja da voditeljski duo budu glumac Dolph Lundgren i Måns Zelmerlöw.
14. prosinca - Švedska televizija je na press-konferenciji objavila kako će voditelji biti Måns Zelmerlöw i Petra Mede.
Rezultate švedskog žirija objavila je Gina Dirawi. 

### Novi način glasovanja
Glasanje će po prvi put dobiti značajne promjene poslije 1975. godine. Svaka zemlja će dodjeljivati bodove od 1 do 8, 10 i 12 bodova i to posebno glasovi publike i posebno glasovi žirija. Prezenteri glasova će saopćiti samo rezultate žirija. Nakon što rezultati žirija budu predstavljeni, voditelji natjecanja će objaviti kompletne rezultate publike iz svake zemlje.

## Zemlje sudionice
Do 27. studenog 2015. (43) četrdeset i jedna država potvrdila je svoj nastup na Eurosongu 2016. Sedam država potvrdilo je da se neće vratiti i natjecati u Stockholmu. Portugal je jedina država koja se natjecala 2015. godine te odustala od 61. natjecanja. Ostale države koje su odustale su Andora, Luksemburg, Maroko, Monako, Slovačka i Turska. Nakon jedne godine na natjecanje se vraća Ukrajina, nakon dvije godine vraćaju se Bugarska i Hrvatska, a nakon tri godine na natjecanje se vraća Bosna i Hercegovina. 
Dana 21. studenoga najavljeno je da će se ponovno natjecati i Australija no ove godine neće imati direktan plasman u finale nego će biti u jednom od polufinala.
23. rujna 2015. donesena je odluka da će se zemlje grupe tzv. “Velike petorke” koja uključuje Ujednjeno Kraljevstvo, Njemačku, Španjolsku, Italiju i Francusku, zajedno sa zemljom domaćinom samog natjecanja, u ovom slučaju Švedskom, biti dijelom polufinala Eurosonga, no one će svejedno imati direktan plasman u finalnu večer.

### Ždrijeb polufinala
Ždrijeb za polufinala bio je održan 25. siječnja 2016. u Gradskoj vijećnici u Stockholmu. Zemlje sudionice (osim direktnih finalista, velike petorke i Austrije) bile su podijeljene u šest šešira, formiranih na osnovu povijesti razmjene bodova između pojedinih država u posljednjih 10 godina, na osnovu kojih su poslije izvučeni sudionici po polufinalima.
Sastav šešira je bio sljedeći:
Sastav šešira je bio sljedeći:
| Šešir broj 1                                                                                       | Šešir broj 2                                               | Šešir broj 3                                                         | Šešir broj 4                                                   | Šešir broj 5                                           | Šešir broj 6                                           |
| -------------------------------------------------------------------------------------------------- | ---------------------------------------------------------- | -------------------------------------------------------------------- | -------------------------------------------------------------- | ------------------------------------------------------ | ------------------------------------------------------ |
| - Albanija - Bosna i Hercegovina - Sjeverna Makedonija - Slovenija - Srbija - Hrvatska - Crna Gora | - Danska - Estonija - Finska - Island - Latvija - Norveška | - Armenija - Azerbajdžan - Bjelorusija - Gruzija - Ukrajina - Rusija | - Australija - Belgija - Bugarska - Cipar - Grčka - Nizozemska | - Češka - Irska - Litva - Malta - Poljska - San Marino | - Austrija - Izrael *1 - Moldavija - Irska - Švicarska |

*1-Izrael je bio direktno raspoređen u 2.poluzavršnicu

### Izvođači povratnici
| Država              | Izvođač       | Prijašnji nastup(i) |
| ------------------- | ------------- | ------------------- |
| Bosna i Hercegovina | Deen          | 2004.               |
| Sjeverna Makedonija | Kaliopi       | 1996., 2012.        |
| Bugarska            | Poli Genova   | 2011.               |
| Crna Gora           | Bojan Jovović | 2005.               |
| Malta               | Ira Losco     | 2002.               |
| Bosna i Hercegovina | Donny Montell | 2012.               |
| Island              | Greta Salomé  | 2012.               |

## Rezultati

### Prva poluzavršnica
Francuska,  Španjolska i  Švedska sudjeluju u glasovanju u ovoj poluzavršnici.
| #   | Država              | Jezik           | Izvođač                             | Pjesma               | Prijevod                  | Pozicija | Bodovi |
| --- | ------------------- | --------------- | ----------------------------------- | -------------------- | ------------------------- | -------- | ------ |
| 01. | Finska              | engleski        | Sandja                              | Sing it Away         | Pjevaj dalje              | 15.      | 51     |
| 02. | Grčka               | engleski, grčki | Argo                                | Utopian Land         | Zemlja utopije            | 16.      | 44     |
| 03. | Moldavija           | engleski        | Lidia Isac                          | Falling Stars        | Zvijezde padalice         | 17.      | 33.    |
| 04. | Mađarska            | engleski        | Freddie                             | Pioneer              | Pionir                    | 04.      | 197    |
| 05. | Hrvatska            | engleski        | Nina Kraljić                        | Lighthouse           | Svjetionik                | 10.      | 133    |
| 06. | Nizozemska          | engleski        | Duowe Bob                           | Slow Down            | Uspori                    | 05.      | 197    |
| 07. | Armenija            | engleski        | Iveta Mukučjan                      | LoweWave             | Ljubavni val              | 02.      | 243    |
| 08. | San Marino          | engleski        | Serhat                              | I Didn't Know        | Nisam znao                | 12.      | 68     |
| 09. | Rusija              | engleski        | Sergej Lazarev                      | You Are The Only One | Ti si jedina              | 01.      | 342    |
| 10. | Češka               | engleski        | Gabriela Gunčíková                  | I Stand              | Stojim                    | 09.      | 161    |
| 11. | Cipar               | engleski        | Minus One                           | Alter Ego            |                           | 08.      | 164.   |
| 12. | Austrija            | francuski       | Zoe                                 | Loin d'ici           | Daleko odavde             | 07.      | 170    |
| 13. | Estonija            | engleski        | Juri Potsman                        | Play                 | Pleši                     | 18.      | 24     |
| 14. | Azerbajdžan         | engleski        | Samra                               | Miracle              | Čudo                      | 06.      | 185    |
| 15. | Crna Gora           | engleski        | Highway                             | The real Thing       | Prava stvar               | 13.      | 60.    |
| 16. | Island              | engleski        | Greta Salóme                        | Hear Them Calling    | Čujem ih kako me dozivaju | 14.      | 51     |
| 17. | Bosna i Hercegovina | bošnjački       | Dalal, Deen, Ana Rucner i Jala Brat | Ljubav je            |                           | 11.      | 104.   |
| 18. | Malta               | engleski        | Ira Losco                           | Walk on Water        | Hodati po vodi            | 03.      | 209    |

### Druga poluzavršnica
| #   | Država              | Jezik                     | Izvođač                               | Pjesma                           | Prijevod                  | Pozicija | Bodovi |
| --- | ------------------- | ------------------------- | ------------------------------------- | -------------------------------- | ------------------------- | -------- | ------ |
| 01. | Latvija             | engleski                  | Justs                                 | Heartbeat                        | Otkucaj srca              | 08.      | 132    |
| 02. | Poljska             | engleski                  | Michał Szpak                          | Color of Your Life               | Boja tvog života          | 06.      | 151    |
| 03. | Švicarska           | engleski                  | Rykka                                 | The Last of Our Kind             | Posljednji naše vrste     | 18.      | 28     |
| 04. | Izrael              | engleski                  | Hovi Star                             | Made of Stars                    | Stvoreni od zvijezda      | 07.      | 147    |
| 05. | Bjelorusija         | engleski                  | Ivan                                  | Help you Fly                     | Pomognut ću ti letjeti    | 12.      | 84     |
| 06. | Srbija              | engleski                  | Sanja Vučić ZAA                       | Goodbye (Shelter)                | Doviđenja (Sklonište)     | 10.      | 105    |
| 07. | Irska               | engleski                  | Nicky Byrne                           | Sunlight                         | Sunčeva zraka             | 15.      | 46     |
| 08. | Sjeverna Makedonija | makedonski                | Kaliopi                               | Dona                             |                           | 11       | 88     |
| 09. | Litva               | engleski                  | Donny Montell                         | I've been Waiting for This Night | Čekao sam ovu večer       | 04.      | 222    |
| 10. | Australija          | engleski                  | Dami Im                               | Sound of Silence                 | Zvuk Tišine               | 01.      | 330    |
| 11. | Slovenija           | engleski                  | ManuEla                               | Blue and Red                     | Plavo i crveno            | 14.      | 57     |
| 12. | Bugarska            | engleski, bugarski        | Poli Genova                           | If Love Was A Crime              | Ako je ljubav bila zločin | 05.      | 220    |
| 13. | Danska              | engleski                  | Lighthouse X                          | Soldiers of Love                 | Vojnici ljubavi           | 17.      | 34.    |
| 14. | Ukrajina            | engleski, krimskotatarski | Jamala                                | 1944                             |                           | 02.      | 287.   |
| 15. | Norveška            | engleski                  | Agnete                                | Icebraker                        | Ledolomac                 | 13.      | 63     |
| 16. | Gruzija             | engleski                  | Nika Kočarov & Young Georgian Lolitas | Midnight Gold                    | Ponoćno zlato             | 09.      | 123    |
| 17. | Albanija            | engleski                  | Eneda Tarifa                          | Fairytale                        | Bajka                     | 16.      | 45     |
| 18. | Belgija             | engleski                  | Laura Tesoro                          | What's the Pressure              | Čemu pritisak             | 03.      | 274    |

### Finalisti
| #   | Država                 | Jezik                     | Izvođač                               | Pjesma                           | Prijevod                      | Mjesto | Broj bodova |
| --- | ---------------------- | ------------------------- | ------------------------------------- | -------------------------------- | ----------------------------- | ------ | ----------- |
| 01. | Belgija                | engleski                  | Laura Tesoro                          | What's the Pressure              | Čemu pritisak                 | 10.    | 181         |
| 02. | Češka                  | engleski                  | Gabriela Gunčíková                    | I Stand                          | Stojim                        | 25.    | 41          |
| 03. | Nizozemska             | engleski                  | Duowe Bob                             | Slow Down                        | Uspori                        | 11.    | 153         |
| 04. | Azerbajdžan            | engleski                  | Samra                                 | Miracle                          | Čudo                          | 17.    | 177         |
| 05. | Mađarska               | engleski                  | Freddie                               | Pioneer                          | Pionir                        | 19.    | 108         |
| 06. | Italija                | talijanski, engleski      | Francesca Michielin                   | No Degree of Separation          | Nijedan stupanj razdvojenosti | 16.    | 126         |
| 07. | Izrael                 | engleski                  | Hovi Star                             | Made of Stars                    | Stvoreni od zvijezda          | 14.    | 135         |
| 08. | Bugarska               | engleski, bugarski        | Poli Genova                           | If Love Was A Crime              | Ako je ljubav bila zločin     | 04.    | 307         |
| 09. | Švedska                | engleski                  | Frans                                 | If I Were Sorry                  | Da mi je žao                  | 05.    | 261         |
| 10. | Njemačka               | engleski                  | Jamie-Lee                             | Ghost                            | Duh                           | 26.    | 11          |
| 11. | Francuska              | engleski, francuski       | Amir                                  | J'ai cherché                     | Tražio sam                    | 06.    | 257         |
| 12. | Poljska                | engleski                  | Michał Szpak                          | Color Of Your Life               | Boja tvog života              | 08.    | 229         |
| 13. | Australija             | engleski                  | Dami Im                               | Sound Of SIlence                 | Zvuk tišine                   | 02.    | 511         |
| 14. | Cipar                  | engleski                  | Minus One                             | Alter Ego                        |                               | 21.    | 96          |
| 15. | Srbija                 | engleski                  | Sanja Vučić ZAA                       | Goodbye (Shelter)                | Doviđenja (Sklonište)         | 18.    | 115         |
| 16. | Litva                  | engleski                  | Donny Montell                         | I've Been Waiting for This Night | Čekao sam ovu noć             | 09.    | 200         |
| 17. | Hrvatska               | engleski                  | Nina Kraljić                          | Lighthouse                       | Svjetionik                    | 23.    | 73          |
| 18. | Rusija                 | engleski                  | Sergej Lazarev                        | You Are The Only One             | Ti si jedina                  | 03.    | 491         |
| 19. | Španjolska             | engleski                  | Barei                                 | Say Yay!                         | Kaži da!                      | 22.    | 77          |
| 20. | Latvija                | engleski                  | Justs                                 | Heartbeat                        | Otkucaj srca                  | 15.    | 132         |
| 21. | Ukrajina               | engleski, krimskotatarski | Jamala                                | 1944.                            |                               | 01.    | 534         |
| 22. | Malta                  | engleski                  | Ira Losco                             | Walk on Water                    | Hodati po vodi                | 12.    | 153         |
| 23. | Gruzija                | engleski                  | Nika Kočarov & Young Georgian Lolitas | Midnight Gold                    | Ponoćno zlato                 | 20.    | 104         |
| 24. | Austrija               | francuski                 | Zoe                                   | Loin d'ici                       | Daleko odavde                 | 13.    | 151         |
| 25. | Ujedinjeno Kraljevstvo | engleski                  | Joe & Jake                            | You're Not Alone                 | Nisi sama                     | 24.    | 62.         |
| 26. | Armenija               | engleski                  | Iveta Mukučjan                        | LoveWave                         | Ljubavni val                  | 07.    | 249         |

## Prezenteri glasova i međunarodni prijenos

### Prezenteri glasova
1. Austrija: Kati Bellowitsch
2. Island: Unnsteinn Manuel Stefansson
3. Azerbajdžan: Tural Asadov
4. San Marino: IROL MC
5. Češka: Daniela Písařovicová
6. Irska: Sinéad Kennedy
7. Gruzija: Nina Sublatti (predstavnica Gurzije na Eurosongu 2015.)
8. Bosna i Hercegovina: Ivana Crnogorac
9. Malta: Ben Camille
10. Španjolska: Jota Abril
11. Finska: Jussi-Pekka Rantanen
12. Švicarska: Sebalter (predstavnik Švicarske na Eurosongu 2014.)
13. Danska: Ulla Essendrop
14. Francuska: Elodie Gossuin
15. Moldova: Olivia Furtuna
16. Armenija: Arman Margarjan
17. Cipar: Lukas Hamatsos
18. Bugarska: Anna Angelova
19. Nizozemska: Trijntje Oosterhuis (predstavnica Nizozemske na Eurosongu 2015.)
20. Latvija: Toms Grevins
21. Izrael: Ofer Nachshon
22. Bjelorusija: Uzari (predstavnik Bjelorusije na Eurosongu 2015.)
23. Njemačka: Barbara Schöneberger
24. Rusija: Njuša
25. Norveška: Elisabeth Andreassen
26. Australija: Lee Lin Chin
27. Belgija: Umesh Vangaver
28. Ujedinjeno Kraljevstvo: Richard Osman
29. Hrvatska: Nevena Rendeli
30. Grčka: Constantinos Christophorou
31. Litva: Ugnė Galadauskaitė
32. Srbija: Dragana Kosjerina
33. Makedonija: Dijana Gogova
34. Albanija: Andri Xhahu
35. Estonija: Daniel Viinalass
36. Ukrajina: Vjerka Serdučka (predstavnik Ukrajine na Eurosongu 2007.)
37. Italija: Claudia Andreatti
38. Poljska: Anna Popek
39. Slovenija: Marjetka Vovk (predstavnica Slovenije na Eurosongu 2015.)
40. Mađarska: Csilla Tatár
41. Crna Gora: Danijel Alibabić (predstavnik Srbije i Crne Gore na Eurosongu 2005.)
42. Švedska: Gina Dirawi

43. Voditelji prezentiruju glasove televotinga

## Komentatori
[navesti točna osobna imena televizijskih postaja]
Albanija - Andri Xhahu (TVSH, RTSH HD, RTSH Muzikë i Radio Tiranë, sve)

Armenija - Avet Barseghjan (Armenia 1 i Public Radio of Armenia, sve)

Australija – Julia Zemiro i Sam Pang (SBS One, sve)

Austrija – Andi Knoll (ORF eins, sve)

Azerbajdžan - Azer Suleymanli ((İTV, sve)

Belgija – Jean-Louis Lahaye i Maureen Louys (La Une, sve); nizozemski: Peter Van de Veire i Eva Daeleman (één i Radio 2, sve)

Bosna i Hercegovina - Dejan Kukrić (BHT 1, BHT HD i BH Radio 1, sve)

Bjelorusija – Evhenij Perlin (Belarus-1 i Belarus-24, sve)

Bugarska - Elena Rosberg i Georgi Kušvaliev (BNT 1 and BNT HD, sve)

Cipar - Melina Karageorgiou (RIK 1, RIK SAT, RIK HD i Trito Programma, sve)

Crna Gora - Dražen Bauković i Tijana Mišković (TVCG 1 i TVCG SAT, sve)

Češka –  Libor Bouček (ČT2, polufinala; ČT1, finale)

Danska – Ole Tøpholm (DR1, sve)

Estonija - estonski: Marko Reikop (ETV, sve); Mart Juur and Andrus Kivirähk (Raadio 2, prvo polufinale i finale); ruski: Aleksandr Hobotov (ETV+, sve)

Finska - finski:Mikko Silvennoinen (Yle TV2 i TV Finland, sve); Sanna Pirkkalainen i Jorma Hietamäki (Yle Radio Suomi, sve); švedski: Eva Frantz i Johan Lindroos (Yle TV2, TV Finland, Yle Radio Vega, sve)

Francuska – Marianne James i Jarry (France 4, polufinala); Marianne James i Stéphane Bern (France 2, finale)

Grčka - Maria Kozakou i Giorgos Kapoutzidis (ERT1, ERT HD, ERT World, ERA 2 i Voice of Greece, sve)

Gruzija -Tuta Čhheidze i Nika Kacija (GPB First Channel, sve)

Hrvatska - Duško Ćurlić ((HRT 1, sve); Zlatko Turkalj Turki (HR 2, sve)

Irska - Marty Whelan (RTÉ2, polufinala; RTÉ One, finale); Neil Doherty i Zbyszek Zalinski (RTÉ Radio 1, drugo polufinale i finale)

Island - Gísli Marteinn Baldursson (RÚV i Rás 2, sve)

Italija – Filippo Solibello i Marco Ardemagni (Rai 4, polufinala; Rai Radio 2, sve); Flavio Insinna i Federico Russo (Rai 1, finale)

Izrael - hebrejski: titlovi (Channel 1, drugo polufinale i finale (uživo), prvo polufinale (kasnije)); Kobi Menora, Or Vaxman i Nancy Brandes (88 FM, drugo polufinale i finale); arapski: titlovi (Channel 33, drugo polufinale i finale)

Kazahstan - (ne sudjeluje) - Diana Snegina i Kaldybek Zhaysanbay (Khabar, sve)

Kina - (ne sudjeluje);  Kubert Leung i Wu Zhoutong (Hunan TV, sve)

Kosovo - (RTK, sve)

Latvija - Valters Frīdenbergs (LTV1, sve); Toms Grēviņš (LTV1, finale)

Litva - Darius Užkuraitis (LRT, LRT HD i LRT Radijas, sve)

Mađarska –  Gábor Gundel Takács (Duna, sve)

Makedonija - Karolina Petkovska (MRT 1, MRT Sat i Radio Skopje, sve)

Malta - Arthur Caruana (TVM, sve)

Moldavija - Gloria Gorceag (Moldova 1, Radio Moldova, Radio Moldova Muzical i Radio Moldova Tineret, sve)

Nizozemska –  Jan Smit i Cornald Maas (NPO 1 i BVN, sve); Douwe Bob (NPO 1 i BVN, drugo polufinale)

Novi Zeland – (ne sudjeluje); nema komentara (BBC UKTV, sve)

Norveška - Olav Viksmo Slettan (NRK1,sve); Ronny Brede Aase, Silje Reiten Nordnes i Markus Ekrem Neby (NRK3, finale); Ole Christian Øen (NRK P1, drugo polufinale i finale)

Njemačka – Peter Urban (EinsFestival i Phoenix, polufinala; Das Erste, finale)

Poljska – Artur Orzech (TVP 1 i TVP Polonia (uživo); TVP Rozrywka i TVP HD (dan kasnije), sve)

Portugal - (ne sudjeluje)  –  Hélder Reis (RTP, sve)

Rusija – Dmitry Guberniev i Ernest Mackevičius (Russia-1 i Russia HD, sve)

San Marino - Lia Fiorio i Gigi Restivo (SMtv San Marino i Radio San Marino, sve)

SAD - (Ne sudjeluje) - Carson Kressley i Michelle Collins (Logo TV, finale)

Slovenija – Andrej Hofer (RTV SLO2, polufinala; RTV SLO1, finale; Radio Val 202, drugo polufinale i finael; Radio Maribor, sve)

Srbija -  Dragan Ilić (RTS 1, RTS HD i RTS Sat, prvo polufinale); Duška Vučinić (RTS 1, RTS HD i RTS Sat, drugo polufinale i finale)

Španjolska – José María Íñigo i Julia Varela (La 2, polufinala; La 1 i La 1 HD, finale)

Švicarska - njemački: Sven Epiney (SRF zwei, polufinala; SRF 1, finale); Peter Schneider i Gabriel Vetter (SRF 1 i Radio SRF 3, finale) francuski: Jean-Marc Richard i Nicolas Tanner (RTS Deux, drugo polufinale i finale); talijanski: Clarissa Tami (RSI La 2, drugo polufinale); Clarissa Tami i Michele "Cerno" Carobbio (RSI La 1, finale)

Švedska - Lotta Bromé (SVT1, sve); Carolina Norén i Björn Kjellman (SR P4, sve)

Ukrajina  – Timur Mirošnyčenko i Tetiana Terehova (UA:Peršyj, sve); Olena Zelinčenko (Radio Ukraina, sve)

Ujedinjeno Kraljevstvo – Scott Mills i Mel Giedroyc (BBC Four, polufinala); Graham Norton (BBC One, finale); Ken Bruce (BBC Radio 2, finale)

## Ostale nagrade

### OGAE
| Država     | Izvođač        | Pjesma               | OGAE bodovi |
| ---------- | -------------- | -------------------- | ----------- |
| Francuska  | Amir           | J'ai cherche         | 425         |
| Rusija     | Sergey Lazarev | You Are the Only One | 392         |
| Australija | Dami Im        | Sound of Silence     | 280         |

### Barbara Dex
| Država    | Izvođač      | Pjesma               | Glasovi |
| --------- | ------------ | -------------------- | ------- |
| Hrvatska  | Nina Kraljić | Lighthouse           | 770     |
| Njemačka  | Jamie Lee    | Ghost                | 335     |
| Švicarska | Rykka        | The Last of Our Kind | 201     |

## Ostale države
Da bi država mogla sudjelovati na natjecanju, mora biti aktivna članica EBU-a. EBU će poslati pozivnice za Eurosong svim 56 zemljama koje su članice unije. 42 zemlje su poslale svoju prijavu dok će neke ostale odustati od Eurosonga 2016. 

### Države koje odustaju od Eurosonga 2016
- Andora - Ràdio i Televisió d'Andorra (RTVA) dala je izjavu kako se Andora neće vratiti na Pjesmu Eurovizije ni 2016. godine.
- Libanon - Tele Liban nije isključio natjecanje u Stockholmu navodeći u e mailu ''Nismo još sigurni, radimo na tome, bit ćete obaviješteni o izmjenama.''
- Luksemburg  - 4.lipnja 2015. godine luksemburška nacionalna televizija RTL izjavila je da se Luksemburg neće natjecati na ovome Eurosongu.
- Maroko - Maroko je izjavio kako se oni neće vratiti na natjecanje.
- Monako - Monegaška televizija  Télé Monte Carlo (TMC) je izjavila kako se Monako neće vratiti na Pjesmu Eurovizije 2016. godine.
- Portugal - Iako su postojale priče kako će Rádio e Televisão de Portugal (RTP) promijeniti izbor za Pjesmu Eurovizije, 7. listopada, neočekivano, delegacija je izjavila kako Portugal odustaje od natjecanja u Stockholmu.
- Rumunjska - Iako je poslala prijavu za Euroviziju, EBU je odlučio 22.travnja diskvalificirati Rumunjsku s Eurosonga zbog neplaćanja dugova nekoliko godina.
- Slovačka - RTVS, slovačka nacionalna televizija odlučila je da će se vratiti na natjecanje Plesa mladih Eurovizije 2015. godine u svrhu domaće produkcije i promoviranja Slovačke, no 28. rujna objavljeno kako se Slovačka neće vratiti na Eurosong 2016.
- Turska - Usprkos brojnim pričama i nagađanjima kako će se Turska vratiti na Eurosong, TRT - Turska Radiotelevizija 2. listopada izjavila je kako su još neodlučni što se tiče nastupa na Eurosongu 2016. u Stockholmu. 3.studenog 2015. TRT je izjavila kako se neće vratiti na natjecanje zbog neizvršenog zahtjeva koje je ta radiotelevizijska kuća poslala EBU-u.

### Članice koje zahtijevaju članstvoEBU-a
- NR Kina - Kineski provincijski televizijski kanal Hunan TV (kin. 湖南卫视) potvrdio je zainteresiranost  za sudjelovanje Kine na Pjesmi Eurovizije. Europska radiodifuzna unijaje odgovorila da je „otvorena [za nove zahtjeve članstva]” i da su „novi elementi na svakoj Pjesmi Eurovizije uvijek dobrodošli”. Međutim, 3. lipnja  2015. godine, EBU je odbio zahtjev Kine za sudjelovnje 2016. godine,bilo kao gosta ili ravnopravnog natjecatelja.
- Kosovo - Ministar vanjskih poslova Kosova podijelio je na Twitteru kako će se Kosovo natjecati na ovom Eurosongu (iako je nepriznat od 15 europskih država i nije član EBU-a). U tweetu je obljavljen prvonastup, no ministar ne može objasniti kako. Međutim 3.lipnja EBU je izjvaio kako se Kosovo neće pojaviti na Pjesmi Eurovizije 2016. godine.
- Farski Otoci - Farska publikacija Portal objavila je 9. lipnja 2015. godine da je lokalni emiter Kringvarp Føroya (KVF) imao zainteresiranost za sudjelovanje na natjecanju 2010. godine, te da je slao zahtijeve za aktivno članstvo u EBU-u, ali da su ovi zahtjevi bili odbijeni iz razloga što Otoci pripadaju Danskom kraljevstvu(ne poistovjećivati s Kraljevinom Danskom). Ministar obrazovanja Farskih Otoka, Bjern Kalse, podržavao je slanje zahtijeva s obrazloženjem da je „opravdanje [EBU-a] do sada bilo da države moraju buti priznate od strane Ujedinjenih Naroda kao nezavisne da bi mogle sudjelovati, ali da „nema sumnje da bi se ovakve barijere mogle lako prekoračiti, ali samo ako se zaista odluči ostvariti zacrtani cilj”. Kalse je također dodao da je „odluka u potpunosti na Kringvarpið-u, a u vezi s obnavljanjima aplikacije na redovnoj bazi i pokazivanju EBU-u da su Farski Otoci ravnopravan rival ostalim državama, kada se govori o sudjelovanju na Pjesmi Eurovizije”.

## Vanjske poveznice
- Službena stranica Eurovizije (engl.)
- Hrvatska eurovizijska stranica
- Facebook stranica

| Pjesma Eurovizije | Pjesma Eurovizije |
| --- | ----------------- |
| |                   |
| 01956. • 1957. • 1958. • 1959. • 1960. 1961. • 1962. • 1963. • 1964. • 1965. • 1966. • 1967. • 1968. • 1969. • 1970. 1971. • 1972. • 1973. • 1974. • 1975. • 1976. • 1977. • 1978. • 1979. • 1980. 1981. • 1982. • 1983. • 1984. • 1985. • 1986. • 1987. • 1988. • 1989. • 1990. 1991. • 1992. • 1993. • 1994. • 1995. • 1996. • 1997. • 1998. • 1999. • 2000. 2001. • 2002. • 2003. • 2004. • 2005. • 2006. • 2007. • 2008. • 2009. • 2010. 2011. • 2012. • 2013. • 2014. • 2015. • 2016. • 2017. • 2018. • 2019. • 2020. 2021. • 2022. • 2023. • 2024. • 2025. |                   |

| Pjesma Eurovizije | Pjesma Eurovizije |
| --- | ----------------- |
| |                   |
| 01956. • 1957. • 1958. • 1959. • 1960. 1961. • 1962. • 1963. • 1964. • 1965. • 1966. • 1967. • 1968. • 1969. • 1970. 1971. • 1972. • 1973. • 1974. • 1975. • 1976. • 1977. • 1978. • 1979. • 1980. 1981. • 1982. • 1983. • 1984. • 1985. • 1986. • 1987. • 1988. • 1989. • 1990. 1991. • 1992. • 1993. • 1994. • 1995. • 1996. • 1997. • 1998. • 1999. • 2000. 2001. • 2002. • 2003. • 2004. • 2005. • 2006. • 2007. • 2008. • 2009. • 2010. 2011. • 2012. • 2013. • 2014. • 2015. • 2016. • 2017. • 2018. • 2019. • 2020. 2021. • 2022. • 2023. • 2024. • 2025. |                   |